# Adriers
Adriers is een gemeente in het Franse departement Vienne (regio Nouvelle-Aquitaine) en telt 751 inwoners (2005). De plaats maakt deel uit van het arrondissement Montmorillon.

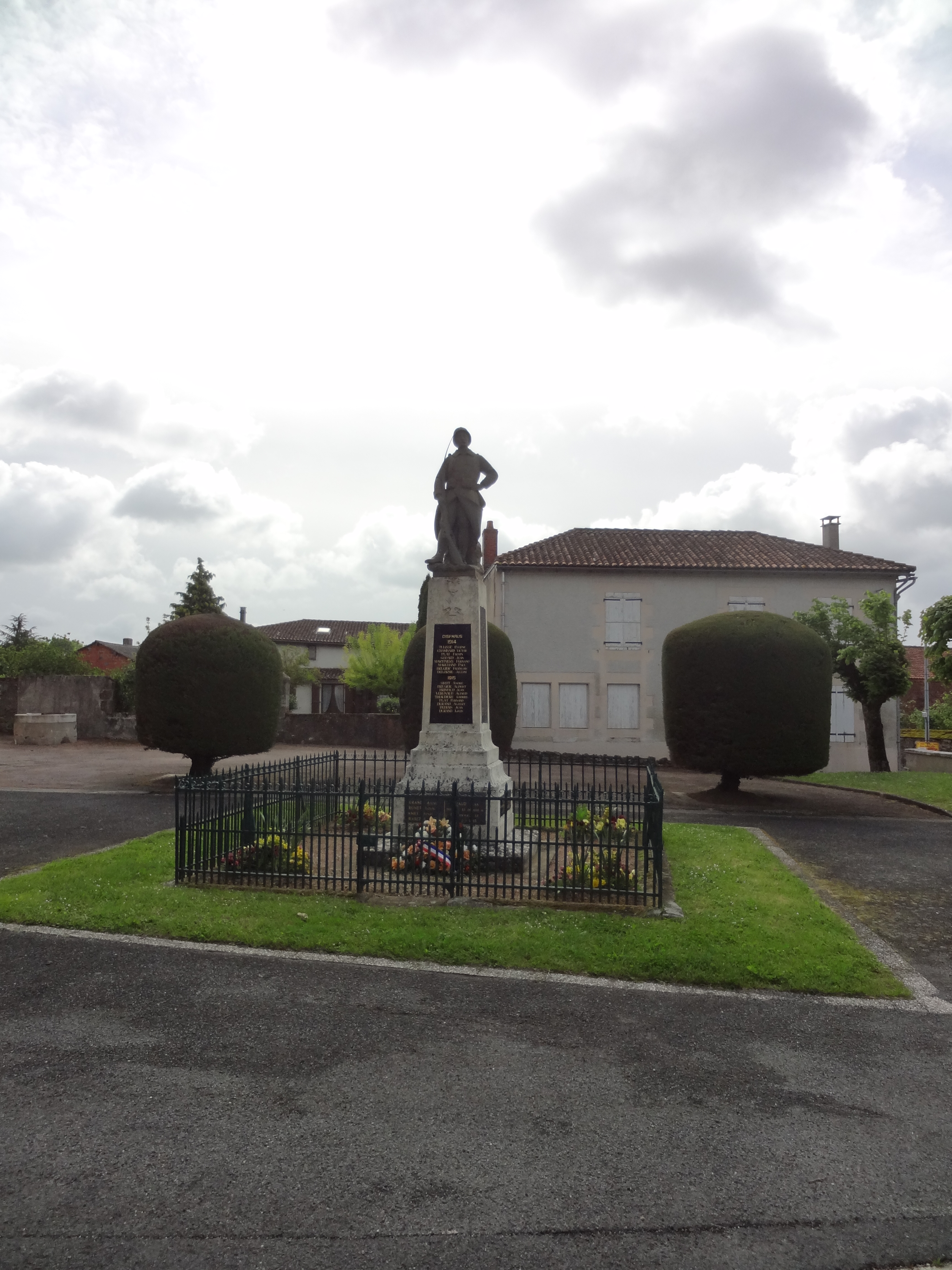
Oorlogsmonument
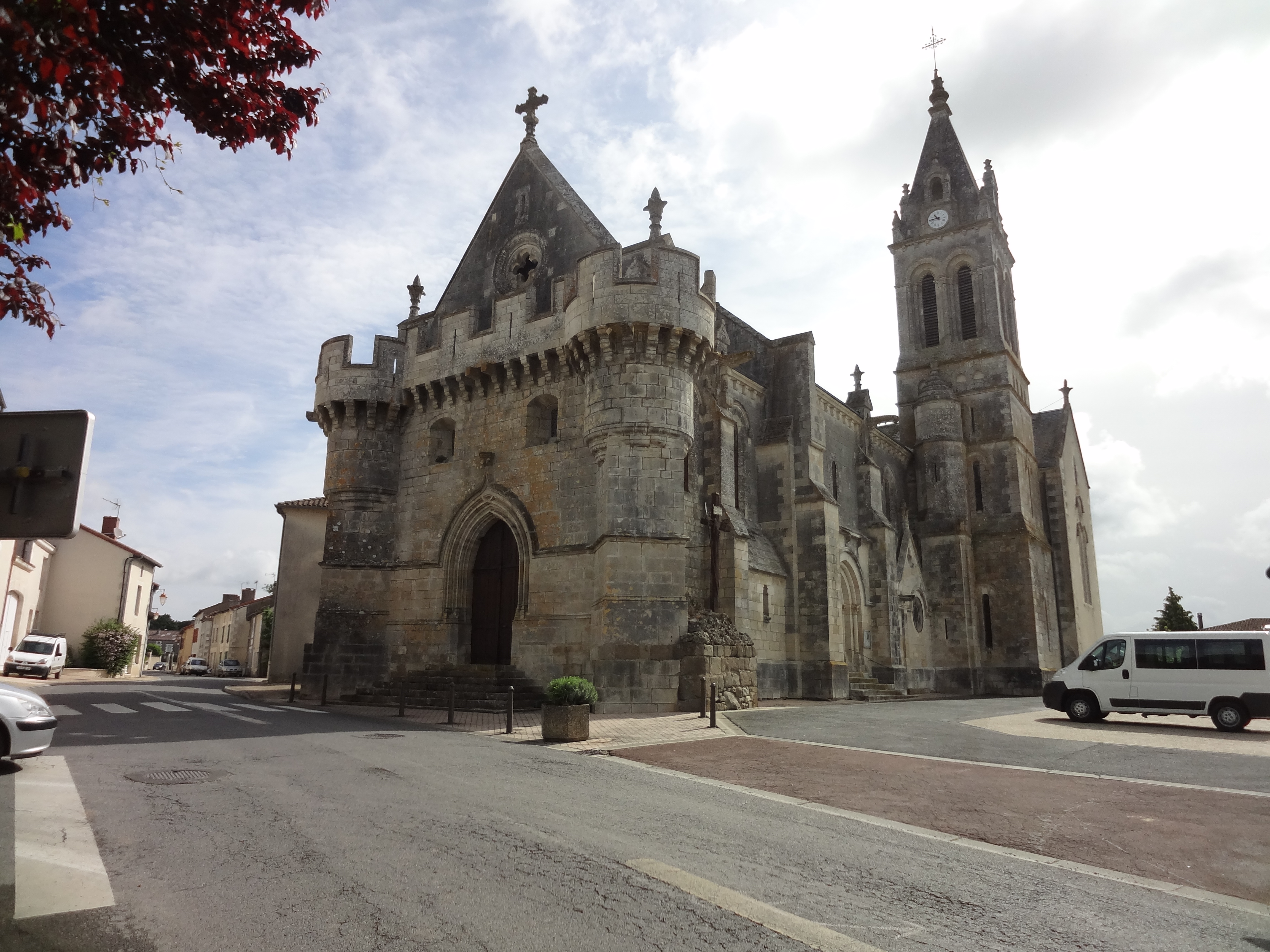
Kerk
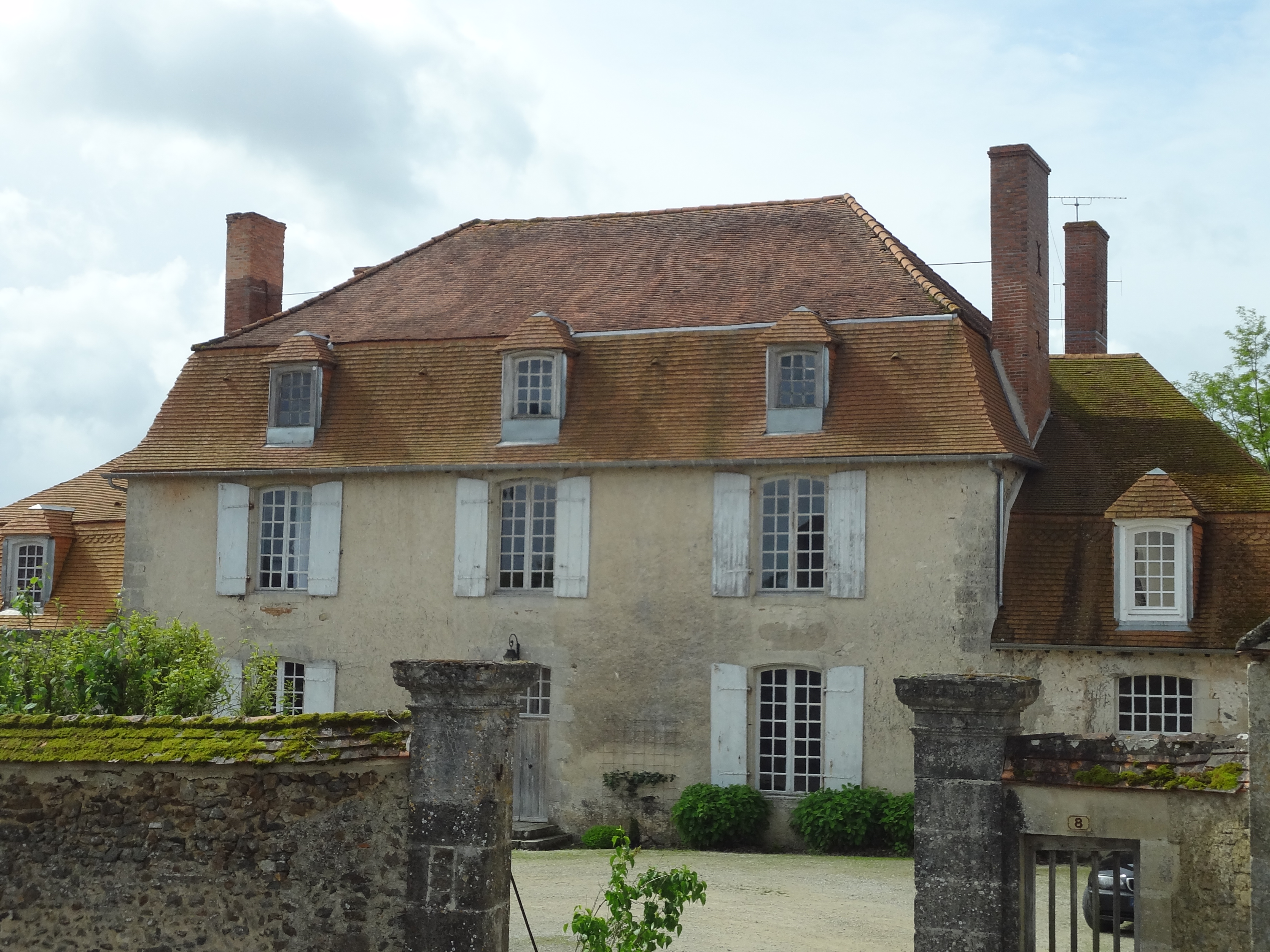
Maison d'Adriers
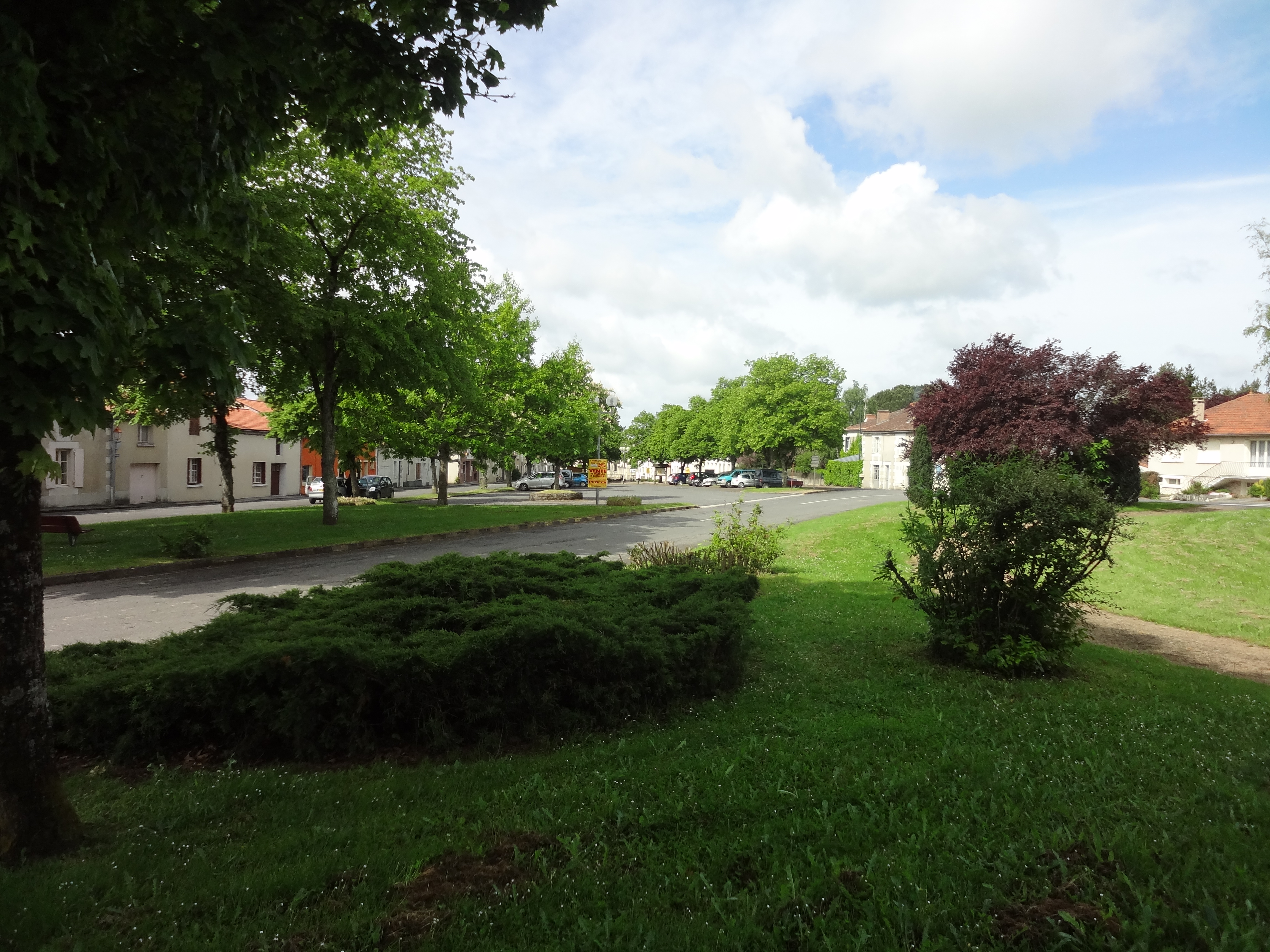
Omgeving

## Geografie
De oppervlakte van Adriers bedraagt 69,4 km², de bevolkingsdichtheid is 10,8 inwoners per km².
De onderstaande kaart toont de ligging van Adriers met de belangrijkste infrastructuur en aangrenzende gemeenten.

## Demografie
Onderstaande figuur toont het verloop van het inwonertal (bron: INSEE-tellingen).